# NGC 6473
NGC 6473 – gwiazda o jasności 16,5m znajdująca się w gwiazdozbiorze Smoka, na północ od galaktyki NGC 6474. Skatalogował ją Lewis A. Swift 22 lipca 1886 roku jako obiekt typu mgławicowego. Baza SIMBAD błędnie podaje, że NGC 6473 to zdublowana obserwacja galaktyki NGC 6474.